# Soulier d'or belge 1956
Le Soulier d'or 1956 est un trophée individuel, récompensant le meilleur joueur du championnat de Belgique sur l'ensemble de l'année 1956. Ceci comprend donc à deux demi-saisons, la fin de la saison 1955-1956, de janvier à juin, et le début de la saison 1956-1957, de juillet à décembre.

## Lauréat
Il s'agit de la troisième édition du trophée, remporté par le milieu de terrain de l'Antwerp Victor Mees. Après avoir terminé quatrième en 1954 et deuxième en 1955, il est assez logique de le voir décrocher la majorité des votes cette année. Il devance assez largement l'attaquant du Standard de Liège Denis Houf, approchant le score obtenu par Rik Coppens deux ans plus tôt. Vic Mees remportera également le titre de champion de Belgique en fin de saison.

## Top 5
| Place | Joueur               | Nationalité | Club(s)              | Points |
| ----- | -------------------- | ----------- | -------------------- | ------ |
| 1.    | Victor Mees          |             | Antwerp              | 195    |
| 2.    | Denis Houf           |             | Standard de Liège    | 107    |
| 3.    | Robert Van Kerkhoven |             | Daring CB            | 30     |
| 4.    | Henri Diricx         |             | Union Saint-Gilloise | 16     |
| 5.    | Alfons Dresen        |             | Lierse               | 13     |
| 5.    | Richard Orlans       |             | La Gantoise          | 13     |